# کوینجنتوله
کوینجنتوله (به ایتالیایی: Quingentole) یک کومونه در ایتالیا است که در استان منتووا واقع شده‌است. کوینجنتوله ۱۴٫۳ کیلومتر مربع مساحت و ۱٬۲۰۰ نفر جمعیت دارد.